# The Distorted Elvises
The Distorted Elvises sind eine deutsche Psycho-Metal-Musikgruppe.

## Geschichte
2005 war die Rockabillyband Ray & The Rockets zum Jubiläum des Dresdner Stadtmagazines SAX in den Alten Schlachthof Dresden geladen. Da noch eine weitere Rockabillyband spielen sollte, entschloss man sich kurzfristig die alten 50er Jahre Nummern im Stile von Motörhead oder Metallica zu spielen. Zum großen Ärgernis des Tonmannes, der mit dem voll aufgedrehten Marshall-Amp seine Schwierigkeiten hatte. Ein Jahr später reifte die Idee mit diesem Programm auch einmal „offiziell“ aufzutreten. Da im Set nur alte 50er Jahre Songs von u. a. Carl Perkins, Gene Vincent und vor allem Elvis Presley gespielt wurden, kam Ray van Zeschau auf die Idee, die Band The Distorted Elvises zu nennen. Im Prinzip bestand die Band aus drei Mitgliedern der zu der Zeit inaktiven Freunde der italienischen Oper, Ray van Zeschau (Gesang), Jens Gouthier (Gitarre) Ralph Qno Kunze (Schlagzeug) und Rajko Gohlke (Bass). 2006 blieb es allerdings bei diesem einen Auftritt und dieser ersten Besetzung, bei dem Rummelsnuff als Gast ein paar Nummern von Elvis zum Besten gab.
Erst 2011 nahm Ray van Zeschau dieser Idee wieder auf und rekrutierte abermals mit Rajko Gohlke am Bass, sowie mit Tex Morton an der Gitarre und Boris Israel Fernandez am Schlagzeug eine neue Besetzung und bestritten immer mal wieder sporadisch Konzerte in Deutschland.
Ende des Jahres wurde die 12″-Mini-LP Gun in Acapulco im HipGun-Studio in Feldschlößchen mit sechs Songs eingespielt. Durch das plötzliche Engagement durch Rajko Gohlke als neuer Bassist bei Knorkator wurde das Projekt erstmals auf Eis gelegt. Ursprünglich sollte Lemmy Kilmister auf der Platte noch die einleitenden Worte sprechen „You are now listening to a record that I didn’t record“ (Sie hören jetzt eine Platte, die ich nicht aufgenommen habe.), was durch den Tod Lemmys nicht mehr erfolgte.
Durch das Engagement der einzelnen Mitglieder bei Bands wie Ray & The Rockets, Freunde der italienischen Oper oder halt Knorkator blieb das Album bis 2023 liegen und wurde im Juni fertig gestellt.
Zum 36. Internationalen Short Filmfest Dresden feierte das The Distorted Elvises-Musikkurzfilm That’s Allright Mama im Sonderprogramm Panorama National: „In Darkness Be the Sound and Light“ seine Kinopremiere.

## Diskografie
- 2023: Gun in Acapulco (12″-Mini-LP/EP, Strandard63 / Major Label)

## Videos
- 2023: That’s Allright Mama